# 제20회 인디다큐페스티발
제20회 인디다큐페스티발은 2020년 5월 28일에 열린 시상식이다.

## 수상 및 후보

### 관객상
- ㅅㄹ, ㅅㅇ, ㅅㄹ - 강예은 수상

### 국내 신작전
- 3억 분의 1: 난임부부 다이어리 - 박일동
- 그곳, 날씨는 - 이원우
- 내언니전지현과 나 - 박윤진
- 사랑폭탄 - 유나래
- 아이 바이 유 바이 에브리바디 - 김남석 외 1명
- 언더그라운드 - 김정근
- 우리는 매일매일 - 강유가람
- 철규 - 부성필
- 해일 앞에서 - 전성연
- 해협 - 오민욱
- 8mm - 나선혜
- 거리의 가능한 불행들 - 이광재
- 길 위의 시간 - 김라
- 나는 사자다 - 송주원
- 낙 - 양주연
- 누구는 알고 누구는 모르는 - 배꽃나래
- 디어 엘리펀트 - 이창민
- 로맨틱 머신 - 이소정
- 리:플레이 - 장지혜
- 보담 : 더 나은 삶을 살아라 - 구기현
- 불편 - 설수안
- 안개, 장막 - 김예솔비
- 윤하 - 이강옥
- 이마무라 쇼헤이 입문 - 이병기
- 일하는 여자들 - 김한별
- 퀴어 053 - 박문칠
- 크리스마스 - 김정아
- 표해록 - 배혜원
- 혜나, 라힐맘 - 로빈 쉬엑
- 호랑이와 소 - 김승희

### 올해의 초점
- 증발 - 김성민
- 깃발, 창공, 파티 - 장윤미
- 당신의 사월 - 주현숙
- 동아시아반일무장전선 - 김미례
- 노가다 - 김미례
- 임신한 나무와 도깨비 - 김동령 외 1명
- 나와 부엉이 - 박경태
- 나의 정원 - 원태웅
- 장보러가는 날 - 원태웅

### 봄 제작지원작
- ㅅㄹ, ㅅㅇ, ㅅㄹ - 강예은
- 숨은지혜찾기 - 임기웅
- 캐치볼 - 주민경

### 특별전
- 애니버서리 오브 더 레볼루션 - 지가 베르토프
- 투쟁하는 계급 - 메드베드킨 그룹 브장송
- 소쇼, 1968년 6월 11일 - 메드베드킨 그룹 소쇼
- 베트남의 젊은 인형극단 - 베트남민주공화국 인민들
- 피플스 워 - 로베르 크라메르
- 민중의 용기 - 우카마우 집단
- 2분 40초 - 한옥희
- 중복 - 한옥희
- 이화뉴스 - 이화여자대학교 영화패 누에
- 영화운동의 함성 - 이화여자대학교 영화패 누에
- 전열 - 다큐멘터리작가회의
- 옥포만에 메아리칠 우리들의 노래를 위하여_'90 대우 - 다큐멘터리작가회의
- 철로 위의 사람들 - 이지영

### 추모상영
- 어부로 살고 싶다-새만금 간척사업을 반대하는 사람들 - 이강길